# 아침에 퇴근하는 여자
"아침에 퇴근하는 여자"는 1979년에 개봉한 대한민국의 영화이다.

## 캐스팅
- 고두심 : 장미 역
- 하명중 : 송우열 역
- 이화시
- 지미옥
- 국정환
- 곽정희
- 이영호
- 임준영
- 김화란
- 김민규
- 여포
- 박용팔
- 최석
- 오혜리
- 곽건
- 신원철
- 장춘원
- 전도열
- 최명자
- 석인수
- 차인선
- 김영일